# Pfarrkirche Waldegg

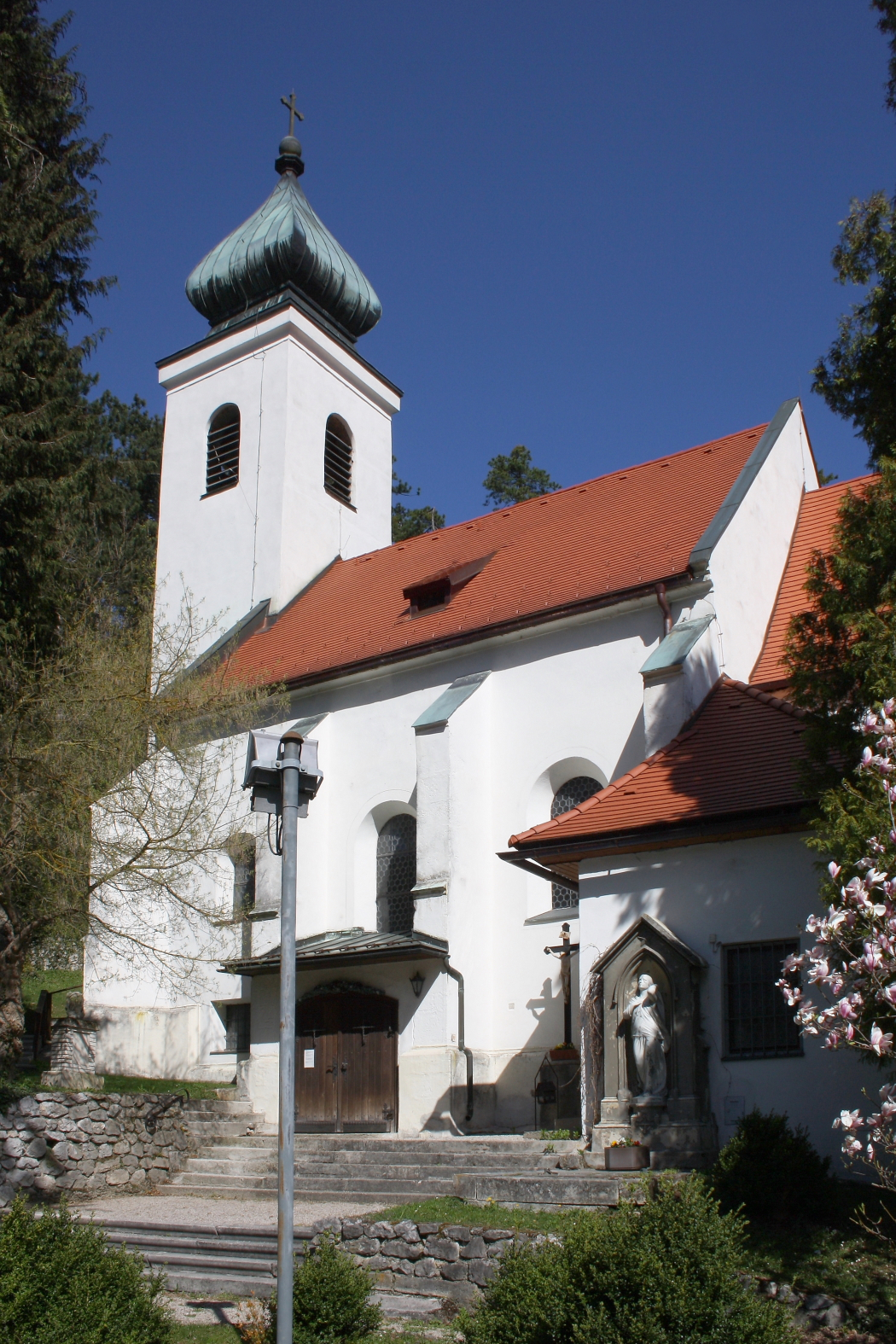
Katholische Pfarrkirche hl. Jakob der Ältere in Waldegg

Die Pfarrkirche Waldegg steht in der Marktgemeinde Waldegg im Bezirk Wiener Neustadt-Land in Niederösterreich. Die dem Patrozinium hl. Jakobus der Ältere unterstellte römisch-katholische Pfarrkirche gehört zum Dekanat Piesting im Vikariat Unter dem Wienerwald der Erzdiözese Wien. Die Kirche steht unter Denkmalschutz (Listeneintrag).

## Geschichte
Urkundlich wurde die Kirche 1136 mit der Burg Waldegg genannt und war wohl die Burgkapelle von Adalram von Waldegg.
1136 wurde die Pfarre Waldegg gegründet. 1784 wurde die Pfarre neu errichtet. 1786 erfolgte der barocke Neubau des Langhauses, 1792 folgte der Turm. 1985 wurden die Reste von romanischen Mauern freigelegt. 

## Architektur
Die im Kern romanische Chorquadratkirche erhielt einen gotischen Polygonalchor und ein barockes Langhaus mit einem vorgestellten Westturm. An der Nordseite ist ein Oratorium angebaut, an der Südseite die Sakristei. Die Kirche ist vom alten Friedhof umgeben.
Das Langhaus (dessen Mauerwerk im Kern aus dem 15. Jahrhundert stammt) zeigt große Rundbogenfenster und an der Nordseite mächtige Streben. Der eingezogene Chor aus dem 15. Jahrhundert weist einfache Spitzbogenfenster sowie Strebepfeiler mit Wasserschlägen auf. Der Turm ist durch rundbogige Schallfenster unterbrochen und trägt eine Zwiebelhaube. 
An der Südfassade steht in einer Nische eine von Hanns Gasser geschaffene Frauenfigur für den Chirurgen Franz Schuh, bezeichnet mit dessen Lebensdaten 1805–65.

## Ausstattung
Der neugotische Hochaltar entstand 1899 nach einem Entwurf von F. Bail, er trägt die Statuen hl. Jakobus der Ältere, flankiert von den Heiligen Peter und Paul.
Ein neugotischer Marienaltar aus dem Ende des 19. Jahrhunderts trägt eine Statue der Madonna um 1900. Auch die schlichte Kanzel stammt aus der zweiten Hälfte des 19. Jahrhunderts. Zur Ausstattung gehören außerdem das frühere Hochaltarbild von August Wörndle (1875), das den hl. Jakobus den Älteren zeigt, zwei auf Metall gemalte Bilder von Küchenszenen (das eine mit der Heiligen Familie, das andere mit dem hl. Ignatius von Loyola und Jesuiten), Kreuzwegbilder aus der Mitte des 19. Jahrhunderts sowie ein josephinisches Weihwasserbecken auf einer Säule.
Die Orgel mit 10 Registern baute Franz Capek 1908.